# Brzuskowola
Brzuskowola – wieś sołecka w Polsce położona w województwie mazowieckim, w powiecie garwolińskim, w gminie Borowie.
| SIMC    | Nazwa    | Rodzaj    |
| ------- | -------- | --------- |
| 0668620 | Trojanki | część wsi |

Wieś szlachecka Wola Brzeska położona była w drugiej połowie XVI wieku w powiecie garwolińskim  ziemi czerskiej województwa mazowieckiego. W latach 1975–1998 miejscowość administracyjnie należała do województwa siedleckiego.
Wierni Kościoła rzymskokatolickiego należą do parafii Świętej Trójcy w Borowiu.